# Новая Елюзань
Новая Елюзань — село в Балаковском районе Саратовской области, в составе сельского поселения Быково-Отрогское муниципальное образование.
Население — 426 (2010).

## История
Деревня Новая Елюзань основана в 1829 году выходцами из сел Средняя Елюзань и Нижняя Елюзань.
Казённая деревня Елюзань (Кушум) упоминается в Списке населённых мест Российской империи по сведениям за 1859 год. Согласно Списку, деревня относилась к Николаевскому уезду Самарской губернии, в ней имелось 85 дворов, проживали 302 мужчины и 302 женщины. Деревня располагалась на расстоянии 67 вёрст от уездного города по левую сторону Балаковского тракта, ближе к границе Новоузенского уезда, имелась мечеть.
После крестьянской реформы деревня Елюзань была отнесена Каменно-Сарминской волости.  Согласно населённых мест Самарской губернии по сведениям за 1889 год в деревне имелось 98 дворов, проживали 1450 жителей (татары, магометане), работали мечеть, ветряная мельница, земская станция.
Согласно Списку населённых мест Самарской губернии 1910 года деревню Новая Елюзань населяли бывшие государственные крестьяне, преимущественно татары, магометане, 890 мужчин и 838 женщин (247 дворов), в деревне имелись 2 мечети, татарская школа, земельный надел - 5249 десятин удобной и 2020 десятин неудобной земли.

## Физико-географическая характеристика
Село находится в Заволжье, на левом берегу реки Малый Кушум (левый приток реки Большой Иргиз), на высоте около 30 метров над уровнем моря. Почвы - чернозёмы южные.
Село расположено примерно в 33 км по прямой в южном направлении от районного центра города Балаково. По автомобильным дорогам расстояние до районного центра составляет 53 км, до областного центра города Саратов - 180 км.
Климат
Климат умеренный континентальный (согласно классификации климатов Кёппена - Dfa). Многолетняя норма осадков - 491 мм. Наибольшее количество осадков выпадает в ноябре (52 мм), наименьшее в марте (28 мм). Среднегодовая температура положительная и составляет + 6,1 °С, средняя температура самого холодного месяца января -11,1 °С, самого жаркого месяца июля +22,5 °С.
Часовой пояс
Новая Елюзань, как и вся Саратовская область, находится в часовой зоне МСК+1. Смещение применяемого времени относительно UTC составляет +4:00.

## Население
Динамика численности населения по годам:
| Годы      | 1850 | 1859 | 1889 | 1897 | 1910 | 2002 |
| --------- | ---- | ---- | ---- | ---- | ---- | ---- |
| Население | 521  | 604  | 1450 | 1169 | 1728 | 481  |

| 2002 | 2010 |
| ---- | ---- |
| 481  | ↘426 |

Национальный состав
Согласно результатам переписи 2002 года татары составляли 90 % населения села.